# Calendulauda
Genre
Synonymes
- Mirafra Horsfield, 1821[2]
- Etoimus Gistel, 1848[2]
- Geocoraphus Cabanis, 1847[2]
- Geocoryphus G.R. Gray, 1870[2]
- Miraffra Hartlaub, 1846[2]

Calendulauda est un genre de passereaux de la famille des Alaudidae. Il comprend huit espèces d'alouettes.

## Répartition
Ce genre se trouve à l'état naturel en Afrique subsaharienne.

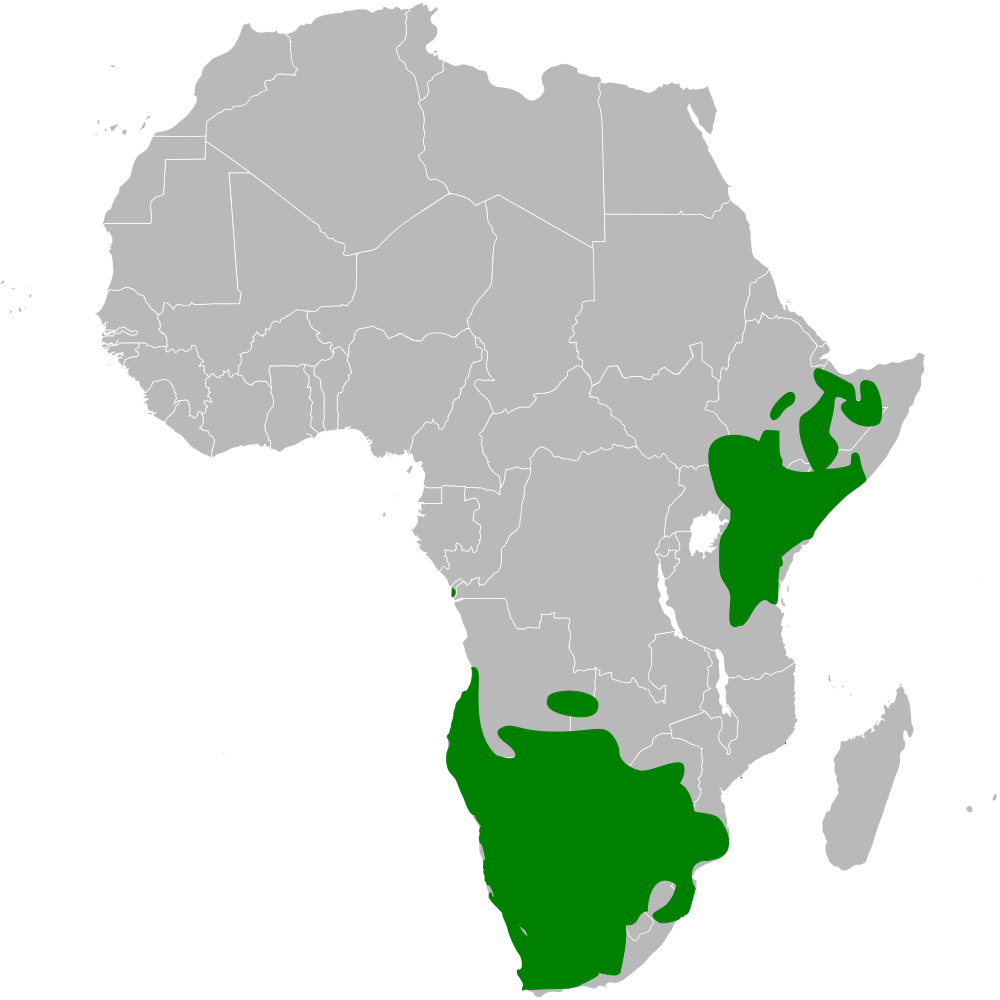
Répartition de Calendulauda.

## Liste des espèces
Selon la classification de référence du Congrès ornithologique international (version 15.1, 2025) (ordre phylogénique):
- Calendulauda rufa Lynes, 1920 — Alouette rousse
- Calendulauda sabota (Smith, A, 1836) — Alouette sabota
- Calendulauda poecilosterna (Reichenow, 1879) — Alouette à poitrine rose
- Calendulauda gilletti (Sharpe, 1895) — Alouette de Gillett
- Calendulauda africanoides (Smith, A, 1836) — Alouette fauve
- Calendulauda albescens (Lafresnaye, 1839) — Alouette du Karoo
- Calendulauda burra (Bangs, 1930) — Alouette ferrugineuse
- Calendulauda erythrochlamys (Strickland, 1853) — Alouette à dos roux